# 조광운
조광운(曺光云, 1899년~1980년)은 대한민국의 공학자이자 교육자이다.
1934년 조선무선강습소를 세웠는데, 이는 광운대학교·광운전자공업고등학교·남대문중학교-광운초등학교.광운유치원.광운중학교의 전신이 되었다.